# Tennistoernooi van Londen 1973
Het tennistoernooi van Londen van 1973 werd van maandag 18 tot en met zaterdag 23 juni 1973 gespeeld op de grasbanen van de Queen's Club. De officiële naam van het toernooi was Queen's Club Championships.
Het vrouwentoernooi werd gewonnen door de Sovjet-Russin Olga Morozova.
Bij de mannen won de Roemeen Ilie Năstase het toernooi.
Het toernooi van 1973 was voorlopig de laatste editie. Het mannentoernooi werd al gauw weer georganiseerd, in 1977. De vrouwen moesten wachten tot 2025 voor een volgende editie.
Het toernooi bestond uit twee delen:
- ATP-toernooi van Londen 1973, het toernooi voor de mannen (18 – 23 juni)
- WTA-toernooi van Londen 1973, het toernooi voor de vrouwen (18 – 23 juni)

ATP-toernooi van Londen‎ – WTA-toernooi van Londen

1968 · 1969 · 1970 · 1971 · 1972 · 1973 · geen toernooi 1974–1976 · ATP-toernooi 1977–2024 · 2025